# Lecithocera oblitella
Lecithocera oblitella is een vlinder uit de familie van de Lecithoceridae. De wetenschappelijke naam van de soort is voor het eerst geldig gepubliceerd  Felder.